# A Keresztről nevezett Szent Angéla
Keresztről nevezett Szent Angéla  Guerrero y González (spanyolul: Ángela de la Cruz  vagy María de los Ángeles Guerrero González; 1846. január 30. – 1932. március 2.) spanyol apáca, a Kereszt Nővéreinek Társaság alapítója, amely egy római katolikus vallási intézmény, célja azoknak a elhagyott szegényeknek és betegeknek megsegítése, akikről senki sem gondoskodna. II. János Pál pápa 2003-ban avatta szentté.

## A kezdetek
1846. január 30-án született Sevillában, a Plaza de Santa Lucia 5. szám alatt.
Február 2-án keresztelték meg a Santa Lucia-templomban María de los Angeles (Az Angyalokról nevezett Mária) névre.
A család szerény volt. Apja, Francisco Guerrero, Grazalemában gyapjú kártoló volt, aki Sevillába költözött. Édesanyja, Josefa González sevillai származású, Arahalban és Zafrában született szülők lánya. Egyike volt annak a 14 gyereknek, akik közül csak hat érte meg a felnőttkort.
Guerrero mindkét szüleje a Trinitárius testvérek zárdájában dolgozott, apja szakácsként, anyja pedig mosónőként és varrónőként.
Angéla iskolai tanulmányai korlátozottak voltak, ahogy az akkori társadalmi osztály fiatal lányaira jellemző volt. Nyolcévesen esőáldozó, kilencévesen bérmálkozott. 
12 évesen egy cipőjavító műhelybe ment, hogy segítse a család bevételét, ott maradt 29 éves koráig.
1865-ben, 19 évesen Guerrero jelentkezett a sevillai karmelita apácák kolostorába laikus nővérként . Kérelmét azonban elutasították, mert úgy tűnt, egészségi állapota nem volt megfelelő a szerzetesi közösség tagjaitól megkövetelt nehéz fizikai munkához. Ezután Torres azt tanácsolta neki, hogy kezdjen el dolgozni a betegek körében, különösen az akkoriban elterjedt kolerában szenvedők körében. Három évvel később, 1868-ban ismét jelentkezett, hogy belépjen a megszentelt életbe, ezúttal a sevillai Szeretet lányaihoz, és bár még mindig nem volt jól, felvették. A nővérek megpróbálták egészségesen ápolni, és Valenciába küldték gyógyulni, de Guerrerónak végül a noviciátusa alatt el kellett hagynia a kolostort, és visszatért a cipőgyárba. Ez idő alatt részletes lelki naplót vezetett, amely felfedte azt a stílust és életeszményt, amelyet elhívatottnak érez.

## Alapítónő
1875. augusztus 2-án Guerrero (akkor 29 éves) elhagyta a cipőboltot, és csatlakozott hozzá három másik nő, Josefa de la Peña, aki gazdag volt, valamint Juana María Castro és Juana Magadán, mindketten olyan szegény családokból származtak, mint Guerreroé, akik vallási társasággá alakultak. Torres átvette az új intézet igazgatói posztját, és Guerrerót nevezte ki a közösség elöljárójának.
A De la Peñától származó pénzből Sevillában, a San Luis utca 13. szám alatt béreltek egy kis szobát konyhával, és onnan szerveztek éjjel-nappal segélyszolgálatot a helyi szegények és betegek számára. Abban az időben kezdtek apácai habitust viselni, és Guerrero felvette a Keresztről nevezett Angéla anya nevet..
A közösség 1876. április 5-én kapott hivatalos jóváhagyást Luis de la Lastra y Cuestától, sevillai bíboros érsektől.
1877-ben egy második közösséget alapítottak Utrerában, Sevilla tartományban, majd később egy másikat Ayamontében . 
Torres ugyanabban az évben meghalt, és az intézet igazgatói helyét pártfogoltja, José María Alvarez y Delgado vette át. Ugyanebben az évben tett Guerrero örök fogadalmat . Az új intézet 23 közössége jött létre, főleg Nyugat-Andalúzia és Extremadura déli részén.

## Halála
Keresztről nevezett Angéla 86 évesen, 1932. március 2-án Sevillában halt meg, és a Kereszt Nővérei kolostorban halt meg. 71 évvel később, 2003. május 4-én holttestét a sevillai katedrálisba szállították, szentté avatási ünnepe keretében. Holtteste egy hétig volt látható egy üvegoldalas koporsóban, mígnem május 11-én visszakerült a kolostorba.

## Szentté avatása
Keresztről nevezett Angéla ügyét hivatalosan 1952. július 11-én nyitották meg, és megadták neki az Isten szolgája címet.
VI. Pál pápa 1976. február 12-én tiszteletreméltóvá nyilvánította, II. János Pál pápa pedig 1982. november 5-én Sevillában boldoggá, majd 2003. május 4-én a madridi Plaza de Colónban szentté avatta.

## Fordítás
Ez a szócikk részben vagy egészben  az   Angela of the Cross című angol Wikipédia-szócikk ezen változatának fordításán alapul.  Az eredeti cikk szerkesztőit annak laptörténete sorolja fel. Ez a jelzés csupán a megfogalmazás eredetét és a szerzői jogokat jelzi, nem szolgál a cikkben szereplő információk forrásmegjelöléseként.